# Ninja Kid
Ne doit pas être confondu avec Ninja Kids.
Ninja kid (GeGeGe no Kitaro - Yōkai Daimakyō (ゲゲゲの鬼太郎 復活！天魔大王)) est un jeu d'action plates-formes qui se déroule dans un univers inspiré de mythologie japonaise. Il s'agit d'une adaptation du manga et anime Kitaro le repoussant de Shigeru Mizuki. Le jeu a été développé par TOSE et édité par Bandai pour la Nintendo Entertainment System. Il est sorti le 17 avril 1986 au Japon et en Octobre 1986 en Amérique.